# Marian Kołdej
Marian Konstanty Kołdej (ur. 11 marca 1939 w Wólce Wojcieszkowskiej) – polski rolnik i agrotechnik, poseł na Sejm PRL VI kadencji.

## Życiorys
Pracował w gospodarstwie rodziców. Ukończył zaocznie technikum rolnicze. W latach 1963–1966 był agronomem gromadzkim w Sieciechowie. W 1966 objął gospodarstwo po ojcu.
Przystąpił do Związku Młodzieży Wiejskiej, a następnie do Zjednoczonego Stronnictwa Ludowego, gdzie był sekretarzem koła w Wólce Wojcieszkowskiej oraz członkiem prezydium Gromadzkiego Komitetu w Zajezierzu. Zasiadał w Powiatowej Radzie Narodowej w Kozienicach. W 1972 uzyskał mandat posła na Sejm PRL w okręgu Radom. Był członkiem Komisji Nauki i Postępu Technicznego.